# Route D47 (Croatie)
Pour les articles homonymes, voir D47.
 (janvier 2024).
La mise en forme du texte ne suit pas les recommandations de Wikipédia : il faut le « wikifier ».
Les points d'amélioration suivants sont les cas les plus fréquents. Le détail des points à revoir est peut-être précisé sur la page de discussion.
- Les titres sont pré-formatés par le logiciel. Ils ne sont ni en capitales, ni en gras.
- Le texte ne doit pas être écrit en capitales (les noms de famille non plus), ni en gras, ni en italique, ni en « petit »…
- Le gras n'est utilisé que pour surligner le titre de l'article dans l'introduction, une seule fois.
- L'italique est rarement utilisé : mots en langue étrangère, titres d'œuvres, noms de bateaux, etc.
- Les citations ne sont pas en italique mais en corps de texte normal. Elles sont entourées par des guillemets français : « et ».
- Les listes à puces sont à éviter, des paragraphes rédigés étant largement préférés. Les tableaux sont à réserver à la présentation de données structurées (résultats, etc.).
- Les appels de note de bas de page (petits chiffres en exposant, introduits par l'outil «  Source ») sont à placer entre la fin de phrase et le point final[comme ça].
- Les liens internes (vers d'autres articles de Wikipédia) sont à choisir avec parcimonie. Créez des liens vers des articles approfondissant le sujet. Les termes génériques sans rapport avec le sujet sont à éviter, ainsi que les répétitions de liens vers un même terme.
- Les liens externes sont à placer uniquement dans une section « Liens externes », à la fin de l'article. Ces liens sont à choisir avec parcimonie suivant les règles définies. Si un lien sert de source à l'article, son insertion dans le texte est à faire par les notes de bas de page.
- La présentation des références doit suivre les conventions bibliographiques. Il est recommandé d'utiliser les modèles {{Ouvrage}}, {{Chapitre}}, {{Article}}, {{Lien web}} et/ou {{Bibliographie}}. Le mode d'édition visuel peut mettre en forme automatiquement les références.
- Insérer une infobox (cadre d'informations à droite) n'est pas obligatoire pour parachever la mise en page.

Pour une aide détaillée, merci de consulter Aide:Wikification.
Si vous pensez que ces points ont été résolus, vous pouvez retirer ce bandeau et améliorer la mise en forme d'un autre article.

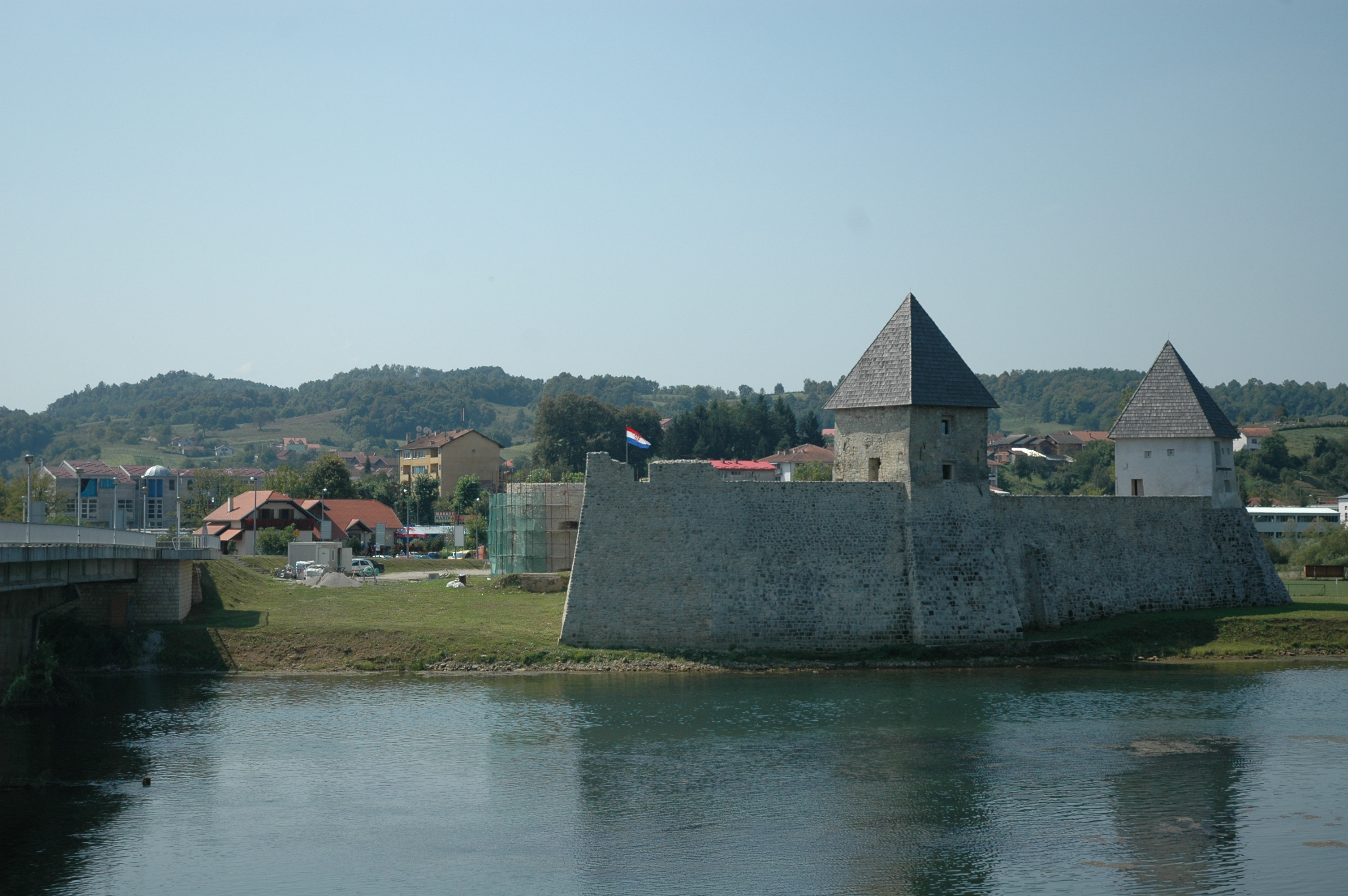
Forteresse Hrvatska Kostajnica, à côté de la route D47

La D47 est une route nationale du centre de la  Croatie qui relie la région de Lipik, Novska et la vallée de la Una au réseau autoroutier croate à l'échangeur Novska des routes nationales A3  et  D6 à Dvor,. Cette route mesure 94,5 kilomètres ou 58,7 miles de long.
Cette route, comme les autres routes nationales de Croatie, est gérée et entretenue par l'entreprise publique Hrvatske ceste (en).

## La circulation
Le trafic et la circulation sont régulièrement mesurés et signalés par le gestionnaire routier de Hrvatske ceste (en).
| Volume de trafic D47 |                                  |       |       |                               |
| Route                | Site de comptage                 | TJA   | ASDT  | Remarques                     |
|                      | 3402 Dobrovac                    | 801   | 812   | Adjacent au carrefour Ž4236.  |
|                      | 3306 Bročice                     | 1 896 | 2 548 | Adjacent à la jonction Ž3250. |
|                      | 3308 Slabinja                    | 930   | 1 151 | Adjacent à la jonction Ž3264. |
|                      | 3207 Hrvatska Kostajnica - ouest | 946   | 1 076 | Adjacent à la jonction D30 .  |

## Carrefours routiers et zones peuplées
| Carrefours D47/zones peuplées | |
| Taper                         | Bretelles/Remarques |
|                               | Lipique D5 vers Pakrac et Daruvar (au nord) et vers Okučani (au sud). Le terminus nord de la route.                                              |
|                               | Dobrovac Ž4236 à Kukunjevac, Gaj et Poljana. |
|                               | Ž4112 à Jagma et Subocka. |
|                               | Korita |
|                               | Baïr |
|                               | Ž3217 à Kozarice. |
|                               | Novska D312 jusqu'au centre-ville de Novska . Ž3124 à Banova Jaruga.                                                                             |
|                               | Autoroute A3 à l'échangeur de Novska vers Zagreb (à l'ouest) et vers Slavonski Brod (à l'est).                                                   |
|                               | Ž3250 jusqu'à Bročice et Novska ( D312 ). |
|                               | Ž3253 à Košutarica et Mlaka. |
|                               | Jašenovac Ž3209 à Puska et Gušće. |
|                               | Ustica |
|                               | Tanac |
|                               | Hrvatska Dubica Ž3294 jusqu'à Sunja ( D224 ) (au nord) et le poste frontière de Hrvatska Dubica vers la Bosnie-Herzégovine (au sud).             |
|                               | Slabinja |
|                               | Ž3264 à Utolica et Šaš. |
|                               | Hrvatska Kostajnica D30 jusqu'à Petrinja (au nord) et jusqu'au poste frontière de Hrvatska Kostajnica vers la Bosnie-Herzégovine (au sud).       |
|                               | Kouljani |
|                               | Kozibrod |
|                               | Divusa Ž3263 à Gornja Oraovica et Zrin. |
|                               | Golubovac Divuski |
|                               | Unčani |
|                               | Struga-Banska |
|                               | Zamlaca |
|                               | Dvor D6 vers Glina et Karlovac (à l'ouest) et jusqu'au poste frontière de Dvor vers la Bosnie-Herzégovine (au sud). Le terminus sud de la route. |

## Sources
1. ↑  « Pravilnik o označavanju autocesta, njihove stacionaže, brojeva izlaza i prometnih čvorišta te naziva izlaza, prometnih čvorišta i odmorišta », sur narodne-novine.nn.hr (consulté le 18 janvier 2024)
2. ↑  « Relation : Državna cesta D47 (359445) », sur OpenStreetMap, 22 novembre 2023 (consulté le 18 janvier 2024).
3. ↑  (hr) « Public Roads Act », Narodne novine,‎ 14 décembre 2004 (lire en ligne).
4. ↑  « Traffic counting on the roadways of Croatia in 2013 - digest », Hrvatske ceste,‎ mai 2014 (lire en ligne [archive du 29 juillet 2014], consulté le 16 septembre 2014).
5. 1 2 3  (hr) « Map of border crossings and customs office areas », Customs Administration of the Republic of Croatia,‎ 6 mars 2008 (lire en ligne)